# 昭平親王
昭平親王（あきひらしんのう）は、平安時代中期の皇族。名は照平とも表記される。村上天皇の第五皇子。当初、臣籍降下して源 昭平（みなもと の あきひら）を名乗った。

## 経歴
天徳4年（960年）源朝臣姓を与えられて臣籍降下する。冷泉朝の安和元年（968年）8月に外祖父・藤原在衡邸にて元服を行い、11月に従四位上・右兵衛督に叙任された。のち、位階は正四位下まで昇進するが、村上天皇の諸皇子の中で、昭平以外は異母兄弟も含めて臣籍降下する事はなかった。
この状況の中で、貞元2年（977年）に昭平は再び皇族に戻される事になり、親王宣下を受けて四品・常陸太守に叙任される。これは、当時の円融天皇が母親が違うとはいえ、兄である昭平が兄弟の中で一人だけ臣下の礼を取らなければならない状況を憂慮して皇族身分に戻したものであった。
加えて、もう一つの背景として、同時に左大臣・源兼明（醍醐天皇の皇子）が皇族に復帰して中務卿に遷された点が指摘されている。これは、当時の関白太政大臣であった藤原兼通が実弟である大納言・藤原兼家と対抗するために、当時の藤原氏内部において兼通・兼家双方と対抗出来る立場にあった右大臣藤原頼忠（兼通の従兄弟）を味方につける必要性があり、そのためには現職左大臣であった兼明を皇族に戻して 頼忠をその後任として昇格させる必要があった。だが、兼明一人を皇族に戻したのでは、「藤原氏が兼明を追い落とした」かのように見られて外聞が悪いため、円融天皇がかねてから望んでいた昭平の皇族復帰を同時に行うことによって、政治的な印象を薄めようとしたのだと考えられている。
その後、永観2年（984年）昭平親王は三井寺にて権僧正智弁を師として出家している。その後山城国愛宕郡岩倉（現在の京都市左京区）の大雲寺に移り住んだ。三条朝の長和2年（1013年）6月28日に薨去。享年60。
能書家として知られていた。

## 官歴
- 天徳4年（960年） 10月2日：臣籍降下（源朝臣姓）[1]
- 安和元年（968年）8月25日：元服[2]。11月27日：従四位上、右兵衛督[1]
- 時期不詳：正四位下
- 貞元2年（977年）4月21日：親王宣下、四品、元正四位下行右兵衛督[2]
- 時期不詳：常陸太守[1]
- 永観2年（984年） 日付不詳：出家[1]
- 長和2年（1013年） 6月28日：薨去[2]

## 系譜
- 父：村上天皇
- 母：藤原正妃（藤原在衡の娘） - 更衣
- 妻：藤原高光の娘
  - 女子：藤原公任室 - 藤原道兼の養女